# Plouvain
Plouvain é uma comuna francesa na região administrativa de Altos da França, no departamento de Pas-de-Calais. Estende-se por uma área de 2,41 km². Em 2010 a comuna tinha 464 habitantes (densidade: 192,5 hab./km²).